# Ermita de Valsordo
La ermita de Valsordo es un templo católico situado en Cebreros (Ávila). En ella se encuentra la Virgen de Valsordo, patrona del municipio. Anteriormente, era conocida como Nuestra Señora de las Virtudes, de las Batallas y de los Toros. La localidad celebra en su honor las fiestas regionales que tienen lugar del 14 al 17 de agosto, aunque su verdadero día es el 15, conmemorando su ascensión a los cielos.

## Contexto geográfico
La Ermita se encuentra ubicada en el Valle de Valsordo, a 2 km aproximadamente de Cebreros. Su disposición es paralela a la Cañada Real Leonesa Oriental que conectaba Toledo y Valladolid. Anterior a la realización de la misma, era una calzada romana. La Ermita posee un importante complejo que rodea al propio templo. Existen numerosa cantidad de pinos en su paraje que componen el espacio. Es una zona bastante húmeda al ubicarse en las proximidades del río Alberche.

## Fuentes literarias y epigráficas

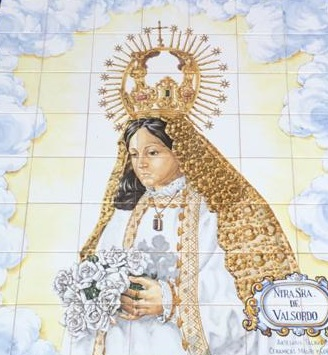
Mosaico de la Virgen de Valsordo

## Historia

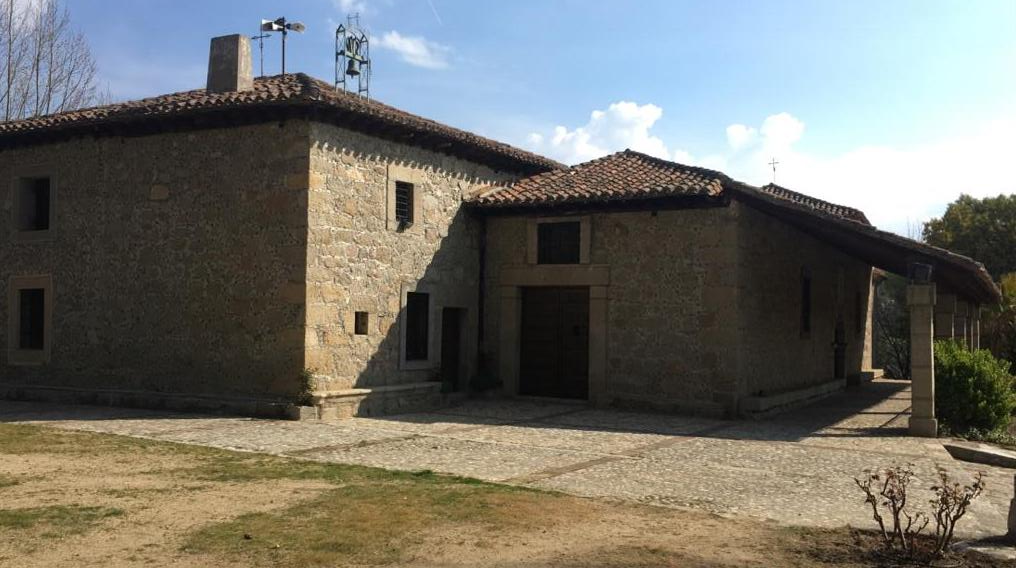
La ermita de Valsordo junto con la Casa de la Virgen adosada a ella donde vivía el ermitaño

## Arquitectura

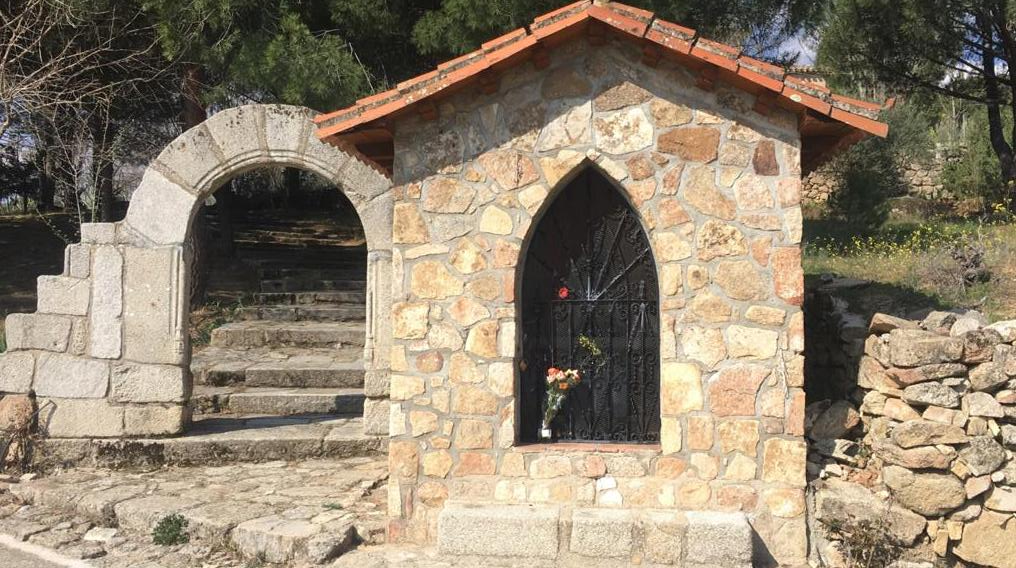
Antigua entrada a la Ermita de Valsordo, junto con una capilla donde se encuentra la Virgen Chica